# Deutsche Botschaft Jakarta
Die Deutsche Botschaft Jakarta ist die diplomatische Vertretung der Bundesrepublik Deutschland in der Republik Indonesien. Der deutsche Botschafter in Jakarta ist seit 2002 gleichzeitig in  Osttimor akkreditiert.

## Lage und Gebäude
Das Kanzleigebäude der Botschaft und die Residenz der Botschafterin liegen in Zentraljakarta. Die Straßenadresse lautet: Jalan M. H. Thamrin No. 1, Jakarta 10310. 
Das rund 4 km nordnordöstlich befindliche Außenministerium ist in der Regel in 20 Minuten zu erreichen. Zum 35 km nordwestlich gelegenen Flughafen Soekarno-Hatta ist eine Fahrtzeit von mindestens einer Dreiviertelstunde anzusetzen; mit dem Airport Train von PT Railink ist man, Fußwege zum Bahnhof eingerechnet, eine Stunde unterwegs. Der eine Vielzahl von Verbindungen zu indonesischen Inseln anbietende Fährhafen Tanjung Priok liegt 18 km nordöstlich; in der Regel ist mit einer Fahrtzeit von mindestens einer Dreiviertelstunde zu rechnen. 
Das auf einem Grundstück von 6153 m² stehende achtgeschossige Kanzleigebäude beinhaltet neben den Büros und den Räumen der Regionalarztdienststelle auch mehrere Dienstwohnungen und einen Mehrzwecksaal. Das Gebäude stammt aus dem Jahr 1964. Es wurde ab dem Jahr 2015 einer gründlichen Sanierung der Bereiche Sanitärtechnik sowie Lüftungs- und Kältetechnik unterzogen.
Ebenfalls im Jahr 2015 wurden die Planungen vergeben, das alte Residenzgebäude auf dem Botschaftsgelände abzureißen und durch einen Neubau zu ersetzen. Im Juni 2021 begann das Betonieren der Bodenplatte des Hauses.

## Auftrag und Organisation
Die Deutsche Botschaft Jakarta hat den Auftrag, die deutsch-indonesischen Beziehungen zu pflegen, die deutschen Interessen gegenüber der Regierung von Indonesien zu vertreten und die Bundesregierung über Entwicklungen in Indonesien zu unterrichten. Der Bedeutung des Gastlands entsprechend ist die Leiterstelle nach Besoldungsgruppe B 9 der Bundesbesoldungsordnung bewertet.
In der Botschaft werden die Sachgebiete Politik, Wirtschaft, Entwicklungszusammenarbeit und Wissenschaft, Kultur und Bildung bearbeitet. An der Botschaft bestand eine Regionalarztdienststelle, die für die Region Südostasien zuständig war. Diese Einrichtung besteht weiter, ist jedoch Anfang des Jahres 2022 „bis auf weiteres“ nicht besetzt. An der Botschaft ist ferner ein vom Verteidigungsattaché geleiteter Militärattachéstab vorhanden.
Das Referat für Rechts- und Konsularangelegenheiten der Botschaft betreut ganz Indonesien als konsularischen Amtsbezirk. Es bietet konsularische Dienstleistungen für im Land ansässige deutsche Staatsangehörige an. Die Visastelle des Referats stellt Visa für indonesische Staatsangehörige aus. In Medan, Surabaya, Sanur (Bali) und Makassar (Sulawesi) sind Honorarkonsuln der Bundesrepublik Deutschland bestellt und ansässig.

## Geschichte
Die Republik Indonesien erklärte sich unmittelbar nach Beendigung der japanischen Besetzung am 17. August 1945 für unabhängig. Die frühere Kolonialmacht, die Niederlande, erkannten diesen Schritt am 27. Dezember 1949 an. Die Bundesrepublik Deutschland und die Republik Indonesien nahmen im Jahr 1952 diplomatische Beziehungen auf und tauschten Botschafter aus. Die Botschaft Jakarta wurde am 25. Juni 1952 eröffnet.
Am 21. Dezember 1972 wurden diplomatische Beziehungen zwischen der DDR und Indonesien aufgenommen. Ab 1973 bestand eine Botschaft der DDR in Jakarta, die mit dem Beitritt der DDR zur Bundesrepublik Deutschland im Jahr 1990 geschlossen wurde.